# Shining on My Ex
Shining on My Ex è un singolo del rapper statunitense Yung Gravy e del rapper canadese bbno$, pubblicato il 2 novembre 2019 come primo estratto dal primo album in studio collaborativo Baby Gravy 2 e dal terzo album in studio di bbno$ I Don't Care at All.

## Descrizione
Il brano utilizza un campionamento di Don't Look Any Further .

## Video musicale
Il video musicale, diretto da Reggie, è stato pubblicato sul canale YouTube di bbno$ il 13 gennaio 2020.

## Tracce
Testi e musiche di Alexander Leon Gumuchian, Matthew Raymond Hauri, Ari Starace.
1. Shining on My Ex – 2:20